# Grupo Sportivo de Loures
O Grupo Sportivo de Loures é um clube de futebol português sediado em Loures, distrito de Lisboa.
O clube foi fundado em 1913 e disputa os seus jogos caseiros no Campo José da Silva Faria, em Loures, com capacidade para 2.000 pessoas. O seu ponto mais alto foi ter ficado no 3º Lugar na III Divisão na época 2003/04, e na época 2013/14 participar na estreia do Campeonato Nacional de Seniores - Serie G.

## História
No inicio da primeira década deste século, existia no centro da Vila de Loures, um pequeno espaço de terreno ao lado das ruínas de um antigo palacete reduzido a cinzas e que foram aproveitadas pelos vizinhos para a instalação de pocilgas, estábulos de ovelhas, capoeiras, etc. 
Este local, designado na altura por Casaréus, é hoje a Praça da Liberdade, o jardim fronteiro à Câmara Municipal.
Era nesse espaço de terreno que a “rapaziada”, já com aspirações a serem homens(!) se entretinha a dar pontapés numa pequena bola de borracha, pagando 100 réis para ajudar à compra de novas bolas e substituir as que iam ficando inutilizadas. Pode dizer-se que, neste local, funcionou o primeiro campo de futebol do “Loures”.
Na noite de 13 de Agosto de 1913, juntaram-se na residência de António Feliciano Bastos todos aqueles que costumavam jogar futebol nos Casaréus, com o intuito de formarem, oficialmente, um grupo com um verdadeiro nome, direcção, estatutos, equipa, cores, etc. Nessa altura forma-se este grupo que era já composto por 35 elementos, estando entre eles Rafael Sérgio da Costa Vieira, sócio e jogador do Sporting Clube de Portugal e aluno dos Pupilos do Exército, que se ofereceu para auxiliar, com a sua experiência, o que foi bem aceite pelos restantes.
Foi este sócio e grande colaborador que escolheu os membros da primeira Direcção do grupo, que ficou assim constituída:
- Presidente: Manuel Alves Paiões

- Vice-presidente: Marco Romão dos Reis

- Tesoureiro: Feliciano Gonçalves Flores

- 1º Secretário: António Feliciano Bastos

- 2º Secretário: Manuel Marques Raso

Por ele foi igualmente escolhido o nome do grupo que passou a designar-se tal com hoje de: Grupo Sportivo de Loures.
As cores do clube foram também sugeridas por Rafael Vieira. Camisola amarela com bolso e monograma ( GSL ) bordado, calções brancos e meias pretas com listas amarelas.
As quotas continuaram a ser de 100 réis, com um acréscimo de 500 réis de jóia para os novos sócios.
Rafael Vieira passou a ser capitão de equipa e treinador da equipa então formada.
Para além do recinto dos Casaréus o grupo utilizava também outros terrenos como campo de jogos: o pinhal grande, em Pinheiro de Loures, o terreno onde hoje está instalado o Pavilhão Paz e Amizade e, finalmente, o terreno da Areeira, onde se situa actualmente o Campo José da Silva Faria.
Rafael Vieira, como já se referiu, era sócio e jogador do Sporting Clube de Portugal, conseguindo que o seu Clube realizasse um jogo amigável com o Grupo Sportivo de Loures. O “Loures“ bateu o Sporting por 3 a 1! Apesar de perderem, os sportinguistas ficaram satisfeitos com os “rapazes” de Loures, oferecendo os seus jogadores para integrarem a equipa local, quando esta tivesse de defrontar equipas mais fortes. Esta atitude caiu bem nas gentes da cidade de Loures, que a partir de então passaram a ser, na sua grande maioria, sportinguistas, exemplo que passou de pais para filhos.
Criado inicialmente, só com futebol, o Grupo Sportivo de Loures, ao longo de quase um século de existência, tem evoluído com a prática de outras modalidades. Assim, após um período de estagnação entre a 1º e a 2ª Grandes Guerras, a Colectividade da Vila de Loures sofreu um grande impulso na década de 50, com a implementação de modalidades como o ciclismo, atletismo, ténis de mesa e, imagine-se, o hóquei em patins.
Referência ainda para alguns jogos que ficaram na história do clube, nomeadamente a visita ao Estádio José Alvalade para a 1/64 de Final da Taça de Portugal 1981-1982 (3-0 para o Sporting Clube de Portugal), a receção ao Boavista Futebol Clube também para a 3ª Eliminatória da Taça de Portugal de 2015–16 (1-2 após prolongamento) e a receção (em campo externo) ao Sporting Clube de Portugal igualmente na 3ª Eliminatória da Taça de Portugal (1-2 para o Sporting Clube de Portugal).
Actualmente o Grupo Sportivo de Loures tem meio milhar de atletas e desenvolve a prática de 3 modalidades:
Futebol – Desde 1913
Andebol – Desde 1978
Futebol de Praia - Desde 2012

## Plantel Atual
Legenda
- : Capitão
- : Jogador Lesionado/Contundido
- +: Jogador em Fase Final de Recuperação
- +: Jogador que Volta de Lesão/Contusão
- : Jogador Suspenso

- Atualizado em 14 de Abril de 2021.

## Títulos
- AF Lisboa 1ª Divisão Honra (2): 2000/01, 2012/13
- AF Lisboa Taça (1): 2009/10
- AF Lisboa Supertaça (1): 2013
- AF Lisboa 1ª Divisão (4): 1963/64, 1974/75, 1988/89, 1993/94
- AF Lisboa 2ª Divisão (1): 1961/62
- AF Lisboa 3ª Divisão (1): 1959/60
- AF Lisboa Taça de Honra 3ª Divisão (1): 1989/90
- Ciclismo: Campeão Nacional de Contra-Relógio Júnior (2): 1993 e 1994
- Atletismo: Campeão Nacional 3ª Divisão em Pista (1): 1990
- Andebol: Campeão Nacional 2ª Divisão (1): 1986/87

## Jogadores e Atletas Notáveis
Guarda-Redes
- José Miguel

Defesas
- André Almeida
- Miguel

Médios
- Jorge Silvério
- Tiago Ronaldo
- Fernando Colorado

Avançados
- Djalma
- Bébé
- Manoel Costa

Ciclistas
- Vítor Gamito